# Pseudochaeta nitens
Pseudochaeta nitens là một loài ruồi trong họ Tachinidae.